# Foszfor-pentafluorid
A foszfor-pentafluorid szervetlen vegyület, a foszfor egyik halogenidje, képlete PF5. Színtelen, mérgező gáz, levegőn – hidrolízise miatt – füstölög.

## Előállítása
Elsőként 1876-ban állították elő, a foszfor-pentaklorid arzén-trifluoriddal történő fluorozásával, ez az eljárás továbbra is használatos:
3 PCl5  +  5 AsF3  →   3 PF5  +  5 AsCl3

## Szerkezete
Egykristály röntgendiffrakciós vizsgálatok szerint a molekula szerkezete trigonális bipiramis, így benne két különböző P−F kötés található (axiális és ekvatoriális): az axiális P−F kötés hossza szilárd fázisban eltér az ekvatoriális P−F kötés hosszától, folyadék vagy gáz fázisban azonban a pszeudorotáció miatt nincs ilyen különbség.
Fluor-19 NMR spektroszkópiával még −100 °C hőmérsékleten sem lehet megkülönböztetni az axiális és ekvatoriális fluoratomok környezetét. A tapasztalati egyezőség abból fakad, hogy a Berry-mechanizmus szerinti pszeudorotáció energiagátja alacsony, így az axiális és ekvatoriális fluoratomok helyzete gyorsan felcserélődik. A fluorcentrumok látszólagos ekvivalenciájára elsőként Gutowsky figyelt fel. A jelenség magyarázatát R. Stephen Berry adta meg, aki után azt Berry-mechanizmusnak nevezték el. A pszeudorotáció azért módosítja a PF5 19F-NMR spektrumát, mert az NMR spektroszkópia ezredmásodperces időskálával rendelkezik. Az elektrondiffrakció és röntgenkrisztallográfia nem érzékeli ezt a jelenséget, mivel a szilárd halmazállapotú szerkezet – az oldatbeli molekulákkal ellentétben – statikus és az atomok helyzete nem tud megváltozni.

## Fordítás
- Ez a szócikk részben vagy egészben  a   Phosphorus pentafluoride című angol Wikipédia-szócikk ezen változatának fordításán alapul.  Az eredeti cikk szerkesztőit annak laptörténete sorolja fel. Ez a jelzés csupán a megfogalmazás eredetét és a szerzői jogokat jelzi, nem szolgál a cikkben szereplő információk forrásmegjelöléseként.